# Baghdati
Baghdati – miasto w Gruzji, w regionie Imeretia. W 2014 roku liczyło 3707 mieszkańców.
W Baghdati urodził się rosyjski poeta kubofuturystyczny Władimir Majakowski.